# Igreja Presbiteriana Independente de Myanmar
A Igreja Presbiteriana Independente de Myanmar é uma denominação reformada, presbiteriana em Myanmar.

## História
Em 1926, o missionário Sap Tlangval, que trabalhava em Mizoram, Índia, e um homem chamado Pu Thawng Khaw Zam, de Tonzang Myo, estado de Chim, iniciaram um trabalho de evangelização entre as aldeias de Chin.
Um grande número de pessoas se converteu. Esses novos crentes foram chamados de "Pathianawi Pawl", que significava "pessoas que acreditavam no Deus eterno". Em 1934, o primeiro edifício da igreja foi construído.
Em 1938, foi adotado o nome "Igreja Presbiteriana Independente de Birmânia" e a igreja foi oficialmente registrada.
Depois de alguns anos, a Igreja Presbiteriana Independente da Birmânia estabeleceu relacionamento com a Igreja Presbiteriana da Índia.
Em 2004, a denominação tinha 132 igrejas, com 4.932 membros.
Em 2019, membros da igreja foram sequestrados pelo Exército de Libertação de Arracão

## Doutrina
A denominação subscreve o Credo dos Apóstolos, o Credo Niceno-Constantinopolitano e a Confissão de Fé de Westminster.

## Relações inter-eclesiasticas
A denominação é membro da Comunhão Mundial das Igrejas Reformadas, do Conselho de Igrejas de Mynamar e da Conferência Cristã da Ásia.